# Цанько Федір Семенович
Федір Семенович Цанько (1914, тепер Закарпатської області — 15 лютого 1979, Свалявський район Закарпатської області) — український радянський діяч, бригадир електропильників Свалявського ліспромгоспу Свалявського району Закарпатської області. Депутат Верховної Ради СРСР 4—5-го скликань.

## Життєпис
Народився 1914 року в селянській родині. Освіта неповна середня.
З 1930 року — лісоруб, електропильник в ліспромгоспі.
Член КПРС з 1955 року.
З 1956 року — бригадир електропильників Свалявського ліспромгоспу (лісокомбінату) Свалявського району Закарпатської області.
Потім — персональний пенсіонер республіканського значення. Помер 15 лютого 1979 року.

## Нагороди
- орден Трудового Червоного Прапора
- медалі